# Lithacodia tetratrigona
Lithacodia tetratrigona là một loài bướm đêm trong họ Noctuidae.